# Zernickow
Zernickow ist eine Ortslage südlich der Stadt Seelow und liegt im Landkreis Märkisch-Oderland im Bundesland Brandenburg. 1939 wurde die Eingemeindung nach Seelow vollzogen.

## Geschichte
Die erste urkundliche Erwähnung von Zernickow, auch als Czernicow und Zernickow benannt, ist für den 3. Februar 1317 nachgewiesen. Die Namensbedeutung kommt von Schwarzdorf (Zerny = Schwarz und Czernowic = ein schwarzer Grund), wobei Czernebog bzw. Czorneboh = der schwarze Gott der Name einer Gottheit der hier siedelnden Slawen war.